# 유비스
유비스(U-BeS)는 1990년대 후반 당시에 활동했던 대한민국의 4인조 보이 그룹으로, 현재는 록 트로트 가수로 유명한 장민호(본명: 장호근)가 속했던 댄스 음악 그룹이었다.
유비스라는 팀명은 "U-BeS" 로도 썼는데 이는 "You Will Be with Us"의 약칭으로 팬들과 함께한다는 의미로 작명되었다.
1997년 데뷔 당시 2명의 대학생과 2명의 고등학생으로 구성되었던 유비스는 1집 앨범 타이틀곡 〈별의 전설〉로 본격 활동을 시작했는데, 검도(검술)와 장풍 퍼포먼스 등의 동작을 안무에 도입한, 이른바 화려한 댄스로 새로운 댄스 팝 음악 그룹의 바람을 일으켰었다. 특히 사람 한 명을 어깨 위에 걸쳐 놓고 화려하게 하는 백다운 동작이 유명했다.
이토록 그들은 1997년 데뷔 후, 오스트레일리아(호주)의 4인조 음악 그룹 '휴먼 네이처'와 듀엣곡 제작 등 음악적 교류를 하는 등 활발한 활동을 하며, 1998년에는 2집도 발표했으나 이후 순전히도 IMF 한파 직후의 불경기의 여파를 불가피함은 물론 자연스럽게 해체 수순을 밟았게 되었고, 유비스의 노래는 현재는 음원 스트리밍 사이트에서 들을 수 없는 상태이기도 하다.

## 기타
- 유비스는 데뷔 이전, 이미 남성 4인조 그룹 구성원 체제로 구성이 채비되어 있는 팀이었지만, 장민호(그 당시 활동명은 본명 장호근)가 뒤늦게 투입되면서 기존 멤버 한 명이 빠지고 데뷔했다.[8]
- 1997년 10월 25일 MBC 인기가요 베스트 50 오프닝 현장에 강성민의 데뷔그룹인 Uno(우노)(강성민,김형철,장신민)와 함께 등장했다.

## 앨범
| 발매일          | 제목                | 수록곡 | 비고 |
| --------------- | ------------------- | --- | ---- |
| 1997년 9월 4일  | U-Bes               | 야누스 시대 우리들만의 세상 탈출 C.C. (캠퍼스 커플) 별의 전설 고백 Oh, No 에덴의 동쪽 별의 전설 (Remix) 야누스 시대 (Inst.) | 정규 |
| 1998년 6월 16일 | You Will Be With Us | 특급작전 도전왕 비오던 날 백일천하 순수론 거꾸로 하는 이별 요술램프 너에게 Alone 도전왕 (Remix)                             | 정규 |

## 같이 보기
- 장민호
- 바람